# 야오토메역
야오토메역(일본어: 八乙女駅)은 일본 미야기현 센다이시 이즈미구 야오토메추오 1초메에 있는 센다이 시 지하철 난보쿠 선의 역이다. 역 번호는 N 02이다.

## 역 구조
섬식 승강장 1면 2선의 고가역으로 승강장은 3층, 대합실은 2층에 있다. 역전에는 버스 등이 있고, 이즈미 구 남부 공단의 버스가 접속한다.
고토다이코엔 역 관할이다.

### 타는 곳
| 1 | ■ 난보쿠 선 |  | 센다이・도미자와 방면 |  |
| 2 | ■ 난보쿠 선 |  | 이즈미추오 행         |  |

## 이용 상황
- 2015년도
  - 1일 평균 승차 인원: 7,857명[1]

| 연도 | 1일 평균 승차 인원 |
| ---- | ------------------ |
| 2002 | 9,087              |
| 2003 | 8,773              |
| 2004 | 8,785              |
| 2005 | 8,677              |
| 2006 | 8,548              |
| 2007 | 8,377              |
| 2008 | 8,152              |
| 2009 | 7,595              |
| 2010 | 7,297              |
| 2011 | 6,599              |
| 2012 | 7,616              |
| 2013 | 7,833              |
| 2014 | 7,704              |
| 2015 | 7,857              |

## 역 주변

### 동쪽
- 이즈미 야오토메 역전 우체국
- 훼미리마트 야오토메 역점
- 센다이 스타디움 (유아텟크장 센다이)
- 센다이 시 교통국 나나키타 출장소
- 대중식당 야오

### 서쪽
- 도호쿠 생활 문화 대학・단기대학부・고등학교

## 역사
- 1987년 7월 15일: 영업 개시.
- 1992년 7월 15일: 이즈미추오 역까지 연장 개통함.
- 1999년 7월 5일: 주거 표시 실시로 주소가 나나키타다스기노다 54-97에서 야오토메추오 1초메 4-10으로 변경됨.
- 2010년 2월 13일: 스크린도어 사용 개시.
- 2011년
  - 3월 11일: 동일본 대지진이 발생. 역의 상행선은 철주 46개로 받치는 구조이지만, 쇠기둥을 기초로 고정하는 앵커 볼트가 많은 부위에서 파손되었고 승강장도 게시판의 낙하나 타일의 파손이 심한 관계로[2] 본 역은 사용 중단됨.
  - 3월 14일: 다이노하라 ~ 도미자와 역간 운행 재개. 본 역은 사용 중지 상태로 인하여 대체 버스가 운행됨.
  - 4월 29일: "지진 재해 부흥 킥 오프 데이"에 맞추어 이즈미추오 ~ 다이노하라 역 운행이 재개되면서 전 노선 복구와 동시에 본 역도 사용 재개.
- 2014년 12월 6일: 이쿠스카 도입[3].
- 2015년
  - 1월 30일: 역 구내 매점이 폐점함.
  - 8월 4일: 역 2층 개찰구 바깥쪽에 훼미리마트 야오토메 역점이 개점함[4][5].
  - 12월 24일: 역 1층에 "대중식당 야오"가 개점함.

## 인접역
| 센다이 시 지하철 ■ 난보쿠 선 | 센다이 시 지하철 ■ 난보쿠 선 | 센다이 시 지하철 ■ 난보쿠 선 |
| ---------------------------- | ---------------------------- | ---------------------------- |
| N 01 이즈미추오 방면         |                              | 구로마쓰 N 03 도미자와 방면  |